# Hejno Iogannović Potter
Hejno Iogannović Potter, in russo Хейно Иоганнович Поттер? (13 aprile 1929 – San Pietroburgo, 22 maggio 2007), è stato un astronomo russo.

## Biografia
Diplomatosi nel 1946 a Tallinn, si laureò successivamente alla facoltà di matematica e meccanica dell'allora Università statale di Leningrado. Da studente universitario, divenne campione nazionale dei 400 metri piani, ottenendo la convocazione nella squadra nazionale che partecipò alle Olimpiadi di Helsinki 1952.
Lavorò all'Osservatorio di Pulkovo a partire dal 1954 e concentrò il suo lavoro sull'astrometria, la selenografia e la determinazione delle costanti fondamentali.
Nel 1967 inaugurò l'Osservatorio astrofisico Batabat di Naxçıvan dell'Accademia nazionale delle scienze dell'Azerbaigian. Lavorò anche all'Osservatorio di Cerro El Roble in Cile.
Dal 1972 al 1989 fu a capo del dipartimento di astrometria e astronomia stellare dell'osservatorio di Pulkovo.
Nel 1983 fu a capo di una spedizione all'Osservatorio nazionale boliviano di Tarija.
Il Minor Planet Center gli accredita la scoperta dell'asteroide 2975 Spahr effettuata l'8 gennaio 1970 in collaborazione con A. Lokalov.
Gli è stato dedicato l'asteroide 7320 Potter.
È sepolto al cimitero dell'Osservatorio di Pulkovo.